# Ran (phim)
Ran (nghĩa là loạn) là một phim Jidaigeki hợp tác giữa điện ảnh Nhật Bản và Pháp, được công chiếu vào năm 1985. Bộ phim miêu tả cuộc tranh chấp giữa cha con, huynh đệ dòng họ lãnh chúa Ichimonji trong bối cảnh một thời Chiến quốc giả tưởng thời trung cổ ở Nhật Bản. Nội dung phim mang cốt cách của vở bi kịch "King Lear" của William Shakespeare và sử dụng giai thoại 3 mũi tên của Mōri Motonari trong lịch sử Nhật Bản (tam tử giáo huấn trạng).
Ran là bộ phim thứ 27 của đạo diễn Kurosawa Akira và là bộ phim thể loại Jidaigeki cuối cùng trong đời ông. Bản thân Kurosawa cũng xem đây là tác phẩm của đời ông, và là di ngôn để lại cho nhân loại. Đây thường được xem là một trong những thành tựu lớn nhất của Kurosawa nói riêng và một trong những bộ phim hay nhất nói chung. Với kinh phí 11 triệu đô-la, Ran cũng là bộ phim Nhật có kinh phí lớn nhất tại thời điểm ra mắt. Bộ phim được ca ngợi vì những hình ảnh mạnh mẽ, cách sử dụng màu sắc và nhà thiết kế phục trang Wada Emi nhận được giải Oscar cho Thiết kế phục trang xuất sắc nhất, Kurosawa cũng nhận được đề cử Oscar duy nhất trong sự nghiệp cho Đạo diễn xuất sắc nhất.

## Nội dung
Bối cảnh phim là một thời Chiến quốc giả tưởng, sau khi Ichimonji Hidetori lần lượt đánh chiếm hết 3 thành trì bên địch và trở thành đại lãnh chúa của cả vùng. Một ngày nọ, nhân buổi đi săn, Hidetora bất ngờ thông cáo cho các quan khách rằng mình sẽ nhường ngôi vị lại cho con trưởng, còn bản thân thì về ẩn cư. Hidetora lấy 3 mũi tên, bảo với con trai rằng, 1 mũi tên thì dễ bẻ nhưng gọp 3 mũi lại thì không thể bẻ được. Nhưng con trai út thấy thế lại chê cha già lẩm cẩm, dùng sức bẻ gãy cả ba mũi tên.
Cảm thấy mất mặt trước các quan khách, Hidetori nổi giận đuổi con trai út đi rồi về làm phận khách tại thành trì của con trưởng. Và cũng bắt đầu từ đây, sự thực hư trong lòng hiếu thảo của từng người con được bộc lộ, dẫn đến mối tranh chấp, bất hòa của cả dòng họ Ichimonji...

## Vai diễn
- Nakadai Tatsuya vai Ichimonji Hidetora
- Terao Akira vai Ichimonji Tarō Takatora
- Nezu Jimpachi vai Ichimonji Jirō Masatora
- Ryū Daisuke vai Ichimonji Saburō
- Harada Mieko vai phu nhân Kaede
- Miyazaki Yoshiko vai phu nhân Sue
- Nomura Mansai vai Tsurumaru
- Yui Masayuki vai Hirayama Tango
- Katō Kazuo vai Ikoma
- Matsui Norio vai Kokura
- Tazaki Jun vai Ayabe
- Ueki Hitoshi vai Fujimaki
- Ikehata Shin-no-suke vai Kyō-ami
- Igawa Hisashi vai Kurogane

## Đoàn làm phim
- Đạo diễn: Kurosawa Akira
- Sản xuất: Serge Silberman, Hara Masato
- Kịch bản: Kurosawa Akira, Oguni Hideo, Ide Masato
- Quay phim: Saitō Takao, Ueda Shōji
- Mỹ thuật: Kimura Yoshirō, Kimura Shinobu
- Âm thanh: Takemitsu Tōru
- Trang phục: Wada Emi
- Chỉ đạo kịch Kyōgen: Nomura Mansaku
- Chỉ đạo kịch Nō: Honda Mitsuhiro
- Chỉ đạo sáo Yoko-bue: Koinuma Hiroyuki
- Chỉ đạo võ thuật: Kuze Ryū, Kuze Hiroshi
- Thu âm: Yanoguchi Fumio, Yoshida Shōtarō

## Âm nhạc
Phần nhạc phim nổi bật với cảm hứng từ Gustav Mahler được sáng tác bởi Takemitsu Tōru, trước đó ông cũng từng lo mảng âm nhạc trong "Dō desuka den", bộ phim màu đầu tiên của Kurosawa Akira vào năm 1970. Trong phim này, Kurosawa tỏ ra đối lập với Takemitsu, không chấp nhận ý kiến của Takemitsu trong quá trình lồng tiếng khiến ông này bất mãn, nói rằng "có thể cắt dán âm nhạc theo ý của Kurosawa, nhưng đừng có để tên tôi vào phần danh sách làm phim" và tuyên bố bỏ dở công việc, chạy ra khỏi phòng lồng tiếng. Nhưng thực tế Takemitsu đã không bỏ dở công việc của mình, sau đó có nói là kể từ sau tác phẩm này thì ông không muốn làm việc chung với Kurosawa nữa. Thực tế, đây cũng là bộ phim cuối cùng mà Takemitsu dính dáng đến Kurosawa.
Lúc đầu đạo diễn Kurosawa Akira mong muốn chọn dàn nhạc giao hưởng London cho bộ phim của mình, nhưng Takemitsu Tōru phản đối nên rốt cuộc là chọn dàn nhạc giao hưởng Sapporo  (tháng 4 năm 1985, tại trung tâm văn hóa thị dân Chitose). Dàn nhạc giao hưởng Sapporo chỉ là một dàn nhạc địa phương, ngay tại Nhật Bản cũng chẳng có tiếng tăm gì, vì thế nên Kurosawa tỏ ra bất mãn và chẳng thèm nhìn mặt các thành viên trong nhạc đoàn trước khi bắt đầu thu âm. Nhưng trái với dự định, dàn nhạc đã diễn tấu rất tốt nên khi giải tán trước giờ ăn trưa, Kurosawa có bước lên sân khấu nói lời cảm ơn, xin lỗi các thành viên và ông cúi đầu không hề ngẩng lên suốt lúc đó.

## Chuyện bên lề
- Theo Hashimoto Shinobu, một trong ba tác giả kịch bản của bộ phim thì trong quá trình xây dựng nhân vật, Oguni Hideo bất mãn với Kurosawa và có cãi nhau gay gắt nên nửa chừng ông này từ bỏ việc chấp bút kịch bản.
- Lá cờ của nhân vật Ichimonji Hidetora có hình thái dương và mặt trăng, đây là từ chữ "minh" (明) trong tên của Kurosawa Akira (Hắc Trạch Minh, chữ "minh" gồm chữ "nhật" và "nguyệt" ghép lại). Ngoài ra chính Kurosawa cũng có nói với Miyazaki Yoshiko rằng nhân vật Ichimonji Hidetora chính là hình ảnh của bản thân mình.
- Số lượng diễn viên quần chúng trong Ran (Loạn) chừng 1000 người. Và vì quá trình quay phim kéo dài nên nếu thuê ngựa thì chi phí đắt đỏ, nên nhà làm phim đã nhập 50 con ngựa Quarter Horse từ Mỹ quốc về. Cũng chính vì lý do này mà bộ phim bị chỉ trích rằng "Nhật Bản thời Chiến quốc không có giống ngựa tốt như vậy". Sau khi kết thúc bộ phim, bầy ngựa được bán đi[2].
- Trong phim có cảnh Hidetora ngồi dưới trời nắng khi bị lũ con đuổi đi, phía sau có thấy 2 người leo núi ở ngọn núi phía sau. Chỉ có một người duy nhất phát hiện ra điểm bất thường này là Nakai Asaichi, phụ trách C Camera. Ông này đã bí mật bàn bạc với Kurosawa để xử lý xóa hình ảnh này. Quá trình xử lý tốn 500 vạn En.
- Một người bạn thân của Kurosawa là đạo diễn người Nga Nikita Sergeyevich Mikhalkov có đến Nhật trong quá trình chuẩn bị cho bộ phim, và có một ý tưởng đề xuất. Ý tưởng của ông này có thấy xuất hiện trong bộ phim hoàn chỉnh khiến ông này cảm thấy rất vui và có giá trị.
- Diễn viên Takakura Ken được mời thủ vai Kurogane trong phim, đích thân Kurosawa 4 lần đến nhà Takakura để bàn bạc, nhưng lúc này Takakura đang chuẩn bị cho bộ phim truyền hình "Izakaya Chōji" nên đều từ chối hết. Vì thế Takakura Ken bị Kurosawa nói "anh đúng là người khó tính" và vai diễn này được giao cho Igawa Hisashi. Sau này, tình cờ Takakura Ken có đi qua nơi quay phim Ran và tỏ ra hối tiếc vì ngày trước đã từ chối[3].
- Tạo hình nhân vật Ichimonji Hidetora còn được sử dụng ở nhân vật Tenrai trong game Tenchū San trên hệ máy PlayStation 2.

## Các giải thưởng
- Giải Oscar thiết kế trang phục, 1985.
- Giải thưởng hóa trang trong khuôn khổ giải Academy điện ảnh Anh quốc, giải cho phim ngoại quốc.
- Giải thưởng quay phim trong khuôn khổ Giải Hiệp hội phê bình điện ảnh toàn Mỹ quốc.
- Giải cho phim ngoại quốc trong khuôn khổ Giải Hiệp hội phê bình điện ảnh New York.
- Giải âm nhạc, giải cho phim ngoại quốc trong khuôn khổ Giải Hiệp hội phê bình điện ảnh Los Angeles.
- Giải quay phim trong khuôn khổ Giải Hiệp hội phê bình điện ảnh Boston.
- Giải bạc trong khuôn khổ giải Golden Gloss lần thứ 3, Nhật Bản.

## Địa điểm quay phim
- Thành Himeji: đệ nhất thành
- Thành Kumamoto: đệ nhị thành
- Thành Nagoya, tỉnh Saga, thành phố Karatsu
- Tỉnh Kumamoto
- Tỉnh Ōita
- Núi Phú Sĩ

## Cước chú
1. ↑  "Bản sao đã lưu trữ". Bản gốc lưu trữ ngày 23 tháng 4 năm 2016. Truy cập ngày 1 tháng 6 năm 2014.
2. ↑  Abe Kenji. "Bản sao đã lưu trữ". 『照べえ』の思い出　＝『乱』のロケ地は今＝. Bản gốc lưu trữ ngày 8 tháng 9 năm 2013. Truy cập ngày 1 tháng 6 năm 2014.
3. ↑  Phỏng vấn Takakura Ken http://www.jiji.com/jc/v4?id=2012takakura-ken_int0005. {{Chú thích báo}}: |title= trống hay bị thiếu (trợ giúp)